# Anja Mohr (Autorin)
Anja Mohr (* 16. April 1968 in Bruchsal, Deutschland) ist eine deutsche pädagogische Fachkraft und Fachbuchautorin.

## Leben
Anja Mohr lebt im badischen Forst. Sie ist verheiratet und hat zwei Söhne. Seit 1989 arbeitet sie als  Erzieherin in Kindertageseinrichtungen. Anja Mohr schreibt vor allem Bücher mit praktischen Anleitungen für Erzieherinnen. Aufgrund ihrer Berufserfahrung als Erzieherin, teilweise auch in Leitungsfunktionen, wie auch durch ihre enge Kontakten zu Fachschulen für Sozialpädagogik haben ihre Themen eine besondere Praxisnähe. In ihren Büchern zeigt sie auf, wie man Kinder neugierig auf naturwissenschaftliche Themen macht, diese gleichzeitig erklärt und letztendlich spielerisch näher bringen kann. Ihr erstes Buch Kälte, Eis und Schnee erschien 2017 im Ökotopia Verlag und beinhaltet ganzheitliche Spiel- und Lernanregungen zum Thema Winter.
Sie ist sowohl als Autorin wie auch in vielen Bücher und Arbeits- und Projektmappen als Mitautorin tätig.

## Veröffentlichungen
- Kälte, Eis und Schnee, 2017, Ökotopia Verlag, ISBN 978-3-86702-403-7
- Erwachen, Blühen, Wachsen, 2018, Ökotopia Verlag, ISBN 978-3-86702-408-2
- Ernte, Laub und Sturm, 2018, Ökotopia Verlag, ISBN 978-3-86702-429-7
- Sonne, Strand und Wasser, 2019, Ökotopia Verlag, ISBN 978-3-86702-595-9
- So wohnen wir – mein Zuhause, dein Zuhause,  Kita aktiv Projektmappe, 2019,  Buch Verlag Kempen, ISBN 978-3-86740-821-9
- Blaue Kreise, Rote Ecken – Ein Farben- und Formenprojekt für die Kita, 2018,  Buch Verlag Kempen, ISBN 978-3-86740-917-9
- Bei der Polizei – Projektreihe Kindergarten, 2020. Ernst Kaufmann Verlag, ISBN 978-3-7806-5139-6
- Im Wald – Projektreihe Kindergarten, 2020. Ernst Kaufmann Verlag, ISBN 978-3-7806-5140-2